# PinkPantheress
Victoria Beverley Walker (Bath, Inglaterra, 18 de abril de 2001), conocida artísticamente como PinkPantheress, es una cantautora y productora británica. 
En 2021, después de que varias de sus canciones, incluyendo «Break It Off», se volvieran virales en la plataforma TikTok, firmó con los sellos discográficos Parlophone y Elektra Records. Sus sencillos «Pain» y «Just for Me», de su mixtape debut To Hell with It (2021), lograron entrar al top 40 de la UK Singles Chart y fueron certificados de plata por la Industria Fonográfica Británica. En 2022, ganó el Sound of… de la BBC y fue nominada a tres NME Awards.

## Biografía
Victoria Beverley nació en 2001 en Bath, Inglaterra. Mientras asistía a la escuela secundaria en Kent, empezó escribir canciones para ayudar a un amigo antes de que finalmente acabara escribiendo música por su propia cuenta .

## Carrera musical
A los 17 años, comenzó a utilizar GarageBand, donde terminó produciendo gran parte de sus últimas canciones mientras estaba acostada en los salones de su universidad en la noche. Luego de que su sencillo "Break It Off" se hizo viral en TikTok, terminó firmando con las discografías de Parlophone Registros y Elektra Registros. En 2021, su sencillo "Pain" ganó mucha atención en TikTok y llegó al número 35 en la Lista de sencillos del Reino Unido. Formó parte como colaboración en el álbum de estudio de GoldLink  "Haram!" n 2021. Lanzó su canción "Passion" en febrero del 2021. Luego de que una parte de su sencillo "Just For Me" haya sido viral en TikTok, lanzó la canción completa en agosto del 2021. Llegó al puesto número 27 en la lista de sencillos del Reino Unido, haciéndolo su segundo top-40 y su entrada más alta en las listas musicales. Finalmente lanzó un video musical para "Just For Me" en septiembre del 2021, el cual fue codirigido por ella misma.En octubre del 2021, anunció la fecha del lanzamiento y título de su mixtape debut "To Hell With It", el cual fue lanzado el 15 de octubre del 2021, a través de Parlophone y Elektra Records. Su canción "I Must Apologize" fue lanzada el 6 de octubre de 2021, la cual también forma parte de su mixtape debut.
En 2023, lanzó Heaven Knows, su proyecto más destacado comercialmente que contiene 13 sencillos y las colaboraciones de Central Cee, Kelela, Rema y Ice Spice. El álbum fue descrito como perfeccionista y posicionó a la joven artista como una de las proyecciones que más prometen éxito en Reino Unido. El sencillo comercial del álbum Boy's A Liar, Pt. 2 junto a Ice Spice se posicionó en el número 3 en Billboard Hot 100. En tan solo dos años, el álbum consiguió más de 1,200 millones de reproducciones en Spotify únicamente.

## Características artísticas

### Influencias
El nombre artístico «PinkPantheress» [«pantera rosa» en femenino] fue tomado de su cuenta homónima de TikTok, que fue inspirado por una pregunta del programa de concursos The Chase, que decía «¿cómo se le llama a la hembra de una pantera?», y la serie de películas La pantera rosa. PinkPantheress ha nombrado a Lily Allen, Just Jack, Michael Jackson, My Chemical Romance, y canciones de K-pop como inspiraciones, también citando a Blink-182, Good Charlotte, Panic! at the Disco, Linkin Park, y Frou Frou como inspiraciones para sus melodías y ritmos. Ha llamado a Hayley Williams una "gran influencia", declarando que quería convertirse en una artista después de verla actuar en el escenario como parte de Paramore durante el Reading Festival y que "nunca ha visto a alguien teniendo tanta diversión en el escenario mientras lo hace ver tan fácil".

### Estilo musical
PinkPantheress ha descrito su estilo musical como "nostalgia nueva". Su música ha sido descrita como Pop, bedroom pop , dance, drum and bass, 2-step, y jungle. A menudo utiliza partes de otras canciones, como música dance de los años 90s y los 2000s, también canciones del género jungle, funk, garage y pop. Ha declarado que no quiere encasillar su música en los géneros del Garage, Drum and bass, o Jungle, considerando su música como " solo [ella] probando el agua la piscina". Vanessa Handy de NPR ha llamado a los bucles de breakbeat una "firma de su trabajo", mientras Kieran Press-Reynolds de Insider también escribió que sus canciones tienen "breakbeats acelerados" y "estribillos de ASMR". Keegan Brady de Rolling Stone describió la música de PinkPantheress  como "rap de alt-girl" y escribió que utiliza "un vergonzoso y dulce rap-cantado" y una "anticuada técnica de producción" en sus canciones qué "produce una profunda sensación nostálgica que alcanza la altura de la cultura del Reino Unido en los años 90s ".
Michael de The Guardian describió la voz de PinkPantheress como "dulce pero inquietante", mientras Vanessa Hand de NPR ha descrito su música como "tímida y modesta". Cat Zhang de Pitchfork llamó a la voz de PinkPantheress "angelical", "femenina", y " suave", comparándola a cantantes como Clairo, Erika de Casier y Lily Allen. Escribió que es "una de las únicas artistas de TikTok que su fama es igual de grande que su potencial". James Rettig de Stereogum también comparó la música de PinkPantheress a Casier, escribiendo que está "en la misma vena" como TLC con elementos del "pop del valle inquietante" de Hannah Diamond. Felicity Martin de Dazed llamó a las letras de sus canciones "tristes" y "pensativas". En una escritura para Nylon, Steffanee Wang llamó a su música "un collage de sonidos que cayeron simultáneamente en forma anticuada y contemporánea", añadiendo que escuchándolos "siente como si estuviera en el internet antes de que las redes sociales existieran". Kieran Press-Reynolds describió que PinkPantheress le dio a los géneros de música electrónica acelerados como el drum and bass una "introspectiva romántica con sonidos del bedroom" con su voz "calmada".

## Vida personal
En lo que va de 2021, PinkPantheress se encuentra ubicada en Londres, Inglaterra. Está asistiendo a la universidad, donde está estudiando Cinematografía. De momento ha dicho que prefiere mantener su privacidad y su nombre real como un misterio ya que no desea "compartir de más" en internet.

## Discografía

### Mixtapes y Álbumes
| Título          | Detalles |
| --------------- | --- |
| To Hell With It | - Fecha de lanzamiento: 15 de octubre del 2021 - Sello discográfico: Parlophone - Formatos: CD, descarga digital, plataformas de streaming        |
| Heaven Knows    | - Fecha de lanzamiento: 10 de noviembre del 2023 - Sello discrográfico: Warner Records - Formatos: CD, descarga digital, plataformas de streaming |
| Fancy That      | - Fecha de lanzamiento: 9 de mayo del 2025 - Sello discrográfico: Warner Records - Formatos: CD, descarga digital, plataformas de streaming       |

### Sencillos
| Título             | Año  | Posiciones más altas en las Listas | Posiciones más altas en las Listas | Posiciones más altas en las Listas | Posiciones más altas en las Listas | Álbum           |
| Título             | Año  | Reino Unido                        | IRA                                | NZHot                              | USRock                             | Álbum           |
| ------------------ | ---- | ---------------------------------- | ---------------------------------- | ---------------------------------- | ---------------------------------- | --------------- |
| "Just a waste"     | 2021 | —                                  | —                                  | —                                  | —                                  | Sin álbum       |
| "Break It Off"     | 2021 | 74                                 | —                                  | —                                  | 30                                 | To Hell With it |
| "Pain"             | 2021 | 35                                 | 54                                 | 31                                 | —                                  | To Hell With it |
| "Passion"          | 2021 | 73                                 | —                                  | —                                  | 30                                 | To Hell With it |
| "Attracted to You" | 2021 | —                                  | —                                  | —                                  | —                                  | Sin álbum       |
| "Just For Me"      | 2021 | 27                                 | 49                                 | 5                                  | —                                  | To Hell With it |
| "I Must Apologise" | 2021 | —                                  | —                                  | —                                  | —                                  | To Hell With it |
| "Take Me Home"     | 2022 | —                                  | —                                  | —                                  | —                                  | Take Me Home    |

### Colaboraciones
| Título  | Año  | Otro artista(s)         | Álbum  |
| ------- | ---- | ----------------------- | ------ |
| "Evian" | 2021 | GoldLink, Rizloski, Rax | Haram! |